# Franziska Montenegro
Franziska Montenegro ist ein fünfaktiges Trauerspiel in Prosa von Christian Julius Ludwig Steltzer.

## Inhalt
Erster Aufzug: Der einflussreiche Pedrillo hat um Franziskas Hand angehalten und ist von ihr abgewiesen worden. Stattdessen möchte sich Franziska mit dem aus Mailand stammenden Katelli verheiraten. Beide bekommen den Segen von Franziskas Vater, dem alten Montenegro. Da er vor der Rache des beleidigten Pedrillos gewarnt worden ist, empfiehlt er beiden, sich rasch zu vermählen, dann sofort Madrid zu verlassen und an einen sicheren Ort zu fliehen.
Zweiter Aufzug: Pedrillo heckt zusammen mit dem Banditen Niklas, der in seinen Diensten steht, einen Racheplan aus. Sie bestechen Kamilla, Franziskas Mädchen, die entscheidende Informationen liefert. Auf der für den Nachmittag geplanten Hochzeit soll Katelli ermordet und Franziska entführt werden.
Dritter Aufzug: Nachdem Katelli als Religionskritiker verleumdet worden ist, erscheint ein Priester der heiligen Inquisition und lässt ihn abführen. Als Franziska protestiert, wird sie – zum Schrecken ihres Vaters – ebenfalls abgeführt. Da taucht überraschend Katelli wieder auf. Er ist seinen Häschern entkommen und sucht nun vergeblich nach Franziska.
Vierter Aufzug: Katelli plant neben Franziskas Befreiung auch seine Rache an Pedrillo. Vermummt trifft er auf ihn und gibt sich für einen seiner Leute aus. Er wolle für Pedrillo einen Priester holen, der Franziska auf Pedrillos Seite bringen werde.
Fünfter Aufzug: Katelli selbst hat sich als Priester verkleidet und wird zu Franziska vorgelassen, die bereits dem Wahnsinn nahe ist. Als Pedrillo erscheint, kommt es zum tödlichen Zweikampf. Katelli ersticht Pedrillo und geht dann mit erhobenem Dolch auf Franziska zu: „Und nun zum Gericht Franziska! Rettung ist hier tod!“ Mit diesen Worten endet das Stück.

## Rezension
- Allgemeine deutsche Bibliothek. Des acht und vierzigsten Bandes zweytes Stück. Berlin und Stettin: Nicolai 1782, S. 438–439 (rezensiert von Adolph Knigge).